# Siloca cubana
Siloca cubana là một loài nhện trong họ Salticidae.
Loài này thuộc chi Siloca. Siloca cubana được Elizabeth Bangs Bryant miêu tả năm 1940.